# Národní eucharistický kongres 2015
Národní eucharistický kongres 2015 byla první akce tohoto druhu konaná v České republice. Navázal na diecézní eucharistický kongres, který se konal v roce 2002 v královéhradecké diecézi a také na tradici prvního celonárodního prvorepublikového eucharistického kongresu vyhlášeného v říjnu 1934 československými biskupy v souvislosti s prvním celostátním sjezdem katolíků československých konaným v roce 1935. 
O vyhlášení Národního eucharistického kongresu v roce 2015 rozhodla Česká biskupská konference v červenci 2014 a jeho vyvrcholením bylo sympózium, které se uskutečnilo od 15. do 17. října 2015 v Brně se závěrečnou mší na náměstí Svobody, jíž se zúčastnilo přibližně 25 tisíc věřících, a eucharistickým průvodem na Zelném trhu. Přípravou byla pověřena pracovní skupina vedená Pavlem Dokládalem pod dohledem Mons. JUDr. Ing. Jana Vokála.

## Příprava ve farnostech
Pro přípravu na kongres ve farnostech v první polovině roku 2015, dovršené o slavnosti Těla a Krve Páně, byla vyhlášena tato témata:
| Měsíc  | Téma                         |
| ------ | ---------------------------- |
| leden  | eucharistie a jednota        |
| únor   | eucharistie a společenství   |
| březen | eucharistie a solidarita     |
| duben  | eucharistie a evangelizace   |
| květen | eucharistie a Maria          |
| červen | obnovení slavení eucharistie |